# Nina de Villard
Anne-Marie Gaillard, meglio nota come Nina de Villard (Lione, 12 luglio 1843 – Vanves, 22 luglio 1884), è stata una scrittrice e poetessa francese.
Figlia di un facoltoso avvocato di Lione, dopo il matrimonio con il conte Hector de Callias, scrittore e giornalista di Le Figaro, frequentò il salotto di Apollonie Sabatier, ritrovo di intellettuali di Parigi. Fu un'amante di Charles Cros, e l'ispirazione per il suo Coffret de santal. La de Villard fu anche la Dame aux éventails di Édouard Manet. Contribuì alla stesura di due poemi contenuti in Le Parnasse contemporain (secondo volume): La Jalousie du jeune Dieu e Tristan & Iseult. La guerra franco-prussiana la costrinse a trasferirsi con sua madre a Genova, dove rimase per tre anni.

## Opere
- La Duchesse Diane, 1882
- Feuillets parisiens, 1885